# Robert Woodworth
Pour les articles homonymes, voir Woodworth.
Robert Sessions Woodworth, né à Belchertown le 17 octobre 1869 et mort à New York le 4 juillet 1962, est un psychologue américain et un professeur de psychologie expérimentale à l'université Columbia. 

## Biographie
Il a étudié avec William James ainsi qu'avec d'autres psychologues de l'époque comme Leta Stetter Hollingworth, James Rowland Angell et Edward Thorndike. 
Il est classé 88e sur la liste des psychologues les plus éminents du XXe siècle, en 2002, par une enquête de la Review of General Psychology.

## Recherches
Son manuel Psychology: A study of mental life, publié la première fois en 1921, a connu de nombreuses rééditions. Il a introduit la notion d'équation comportementale. Il a contribué à la psychométrie, notamment en créant le Woodworth Personal Data Sheet (WPDS), considéré comme le premier test de personnalité. Ce test mis au point durant la Première Guerre mondiale a pour objectif de mesurer la stabilité émotionnelle des soldats.

## Distinctions
- 1914 : président de l'Association américaine de psychologie (APA)[3]
- Académie américaine des arts et des sciences

## Publications
- Psychology: A study of mental life, 1921.
- Experimental Psychology, 1938.